# John Collins Warren

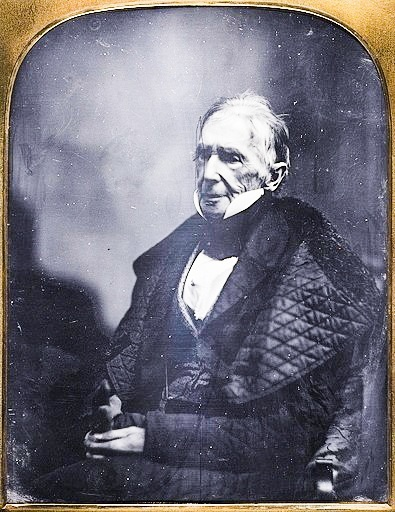
Daguerreotypie von John Collins Warren, ca. 1855, mutmaßlich von Josiah Johnson Hawes

John Collins Warren (* 1. August 1778 in Boston; † 4. Mai 1856 ebenda) war ein bekannter US-amerikanischer Chirurg des 19. Jahrhunderts.

## Leben
John Collins Warren wurde in Boston als Sohn des Professors für Anatomie und Chirurgie John Warren, einem der Begründer der Harvard Medical School, geboren. 1797 graduierte er am Harvard College und begann das Studium der Medizin, auch bei seinem Vater. Von 1799 an besuchte er renommierte europäische Universitäten in London, Edinburgh und (bei Antoine Dubois, 1756–1837) in Paris. Nach seiner Rückkehr 1802 ging er eine Partnerschaft mit seinem Vater ein und unterrichtete in Boston Anatomie und Chirurgie. 1808 wurde er in die American Academy of Arts and Sciences gewählt. 1809 wurde er außerordentlicher Professor für Anatomie und Chirurgie und übernahm 1815 nach dem Tod seines Vaters (bis 1847) dessen Lehrstuhl für Anatomie und Chirurgie in Harvard, wo er auch Vorlesungen über Geburtshilfe und Physiologie abhielt.
Seine während seiner medizinischen Laufbahn angesammelten, zahlreichen anatomischen und pathologischen Präparate überließ er Harvard, wo diese als Grundstock für das Warren Anatomical Museum dienten. Er starb am 4. Mai 1856.

## Verdienste

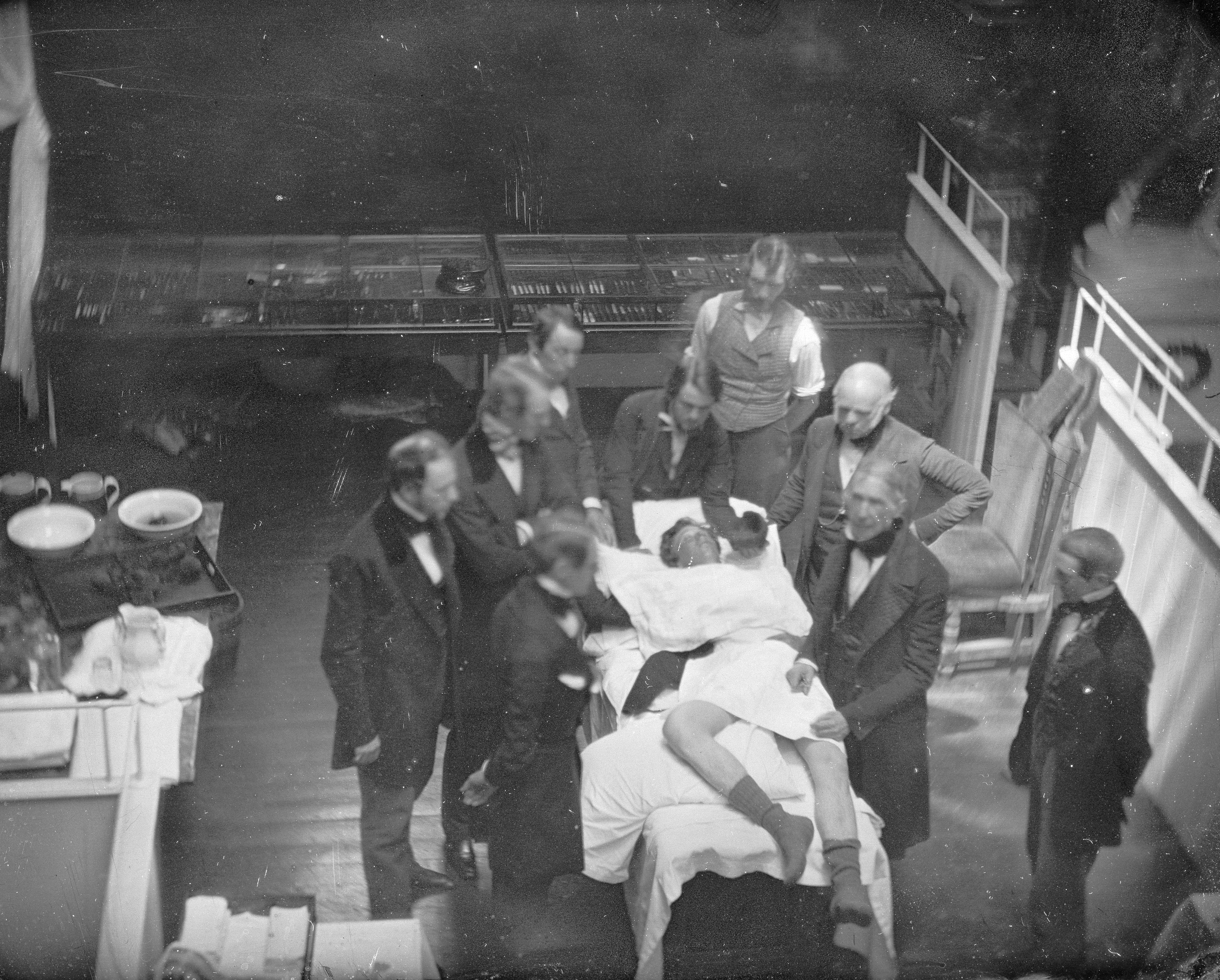
Daguerreotypie des im Nachhinein für den Fotografen nachgestellten Eingriffes im später als „Äther-Dom“ bekannt gewordenen Operationssaal in Boston.

Warren war einer der ersten amerikanischen Chirurgen, die ein breites Spektrum an Erkrankungen operierten. Warren war weiterhin der erste Dekan der Harvard Medical School von 1816 bis 1819 und initiierte deren Umzug von Cambridge nach Boston. Ab 1816 hatte er am neuerrichteten Massachusetts Medical College unterrichtet. Er war 1821 ein Gründungsmitglied und von 1823 bis 1853 Leitender Chirurg (Senior Surgeon) des Massachusetts General Hospital.
Am 16. Oktober 1846 um 10 Uhr fand, veranlasst von Warren, in Harvard unter Warrens Leitung als Operateur am Massachusetts General Hospital, wo bereits am 25. Januar 1845 Horace Wells mit Erlaubnis Warrens die anästhetische Wirkung von Lachgas (erfolglos) demonstriert hatte, die erste moderne Allgemeinanästhesie (Narkose) mit „Schwefeläther“ statt (Warren hatte bereits 1805 Ätherinhalationen zur Behandlung von Patienten mit Lungenentzündung im Endstadium angewandt). Durchgeführt wurde die Narkose von dem Zahnarzt William Thomas Green Morton („Äthertag von Boston“), der hierfür aufgrund bereits Ende September 1846 von ihm erzielter Ergebnisse mit der Äthernarkose die Erlaubnis von Warren erhalten hatte. Durch das Einatmen von Ätherdämpfen (Diethylether) gelang Warren die Entfernung eines Hämangioms am Hals bzw. Kiefer des etwa zwanzigjährigen Patienten Gilbert Abbot. Er ließ sich nach der Durchführung in Bezug auf die Narkose zu den Worten „Gentlemen, this is no humbug!“ hinreißen. Dieser Tag markiert den Beginn der Einführung der Äthernarkose in die Praxis. Auf Bitten Warrens verzichtete Morton auf die wegen zunächst angedachter Patentierung geplante Geheimhaltung der verwendeten Narkosesubstanz Schwefeläther, so dass diese Narkoseform bald in ganz Nordamerika Verbreitung fand.
Warren spielte eine führende Rolle bei der Gründung der ersten medizinischen Fachzeitschrift Neuenglands, des New England Journal of Medicine and Surgery and the Collateral Branches of Science, aus der später das New England Journal of Medicine hervorging. Er engagierte sich auch in der Bostoner Anthology Society.